# José Antonio de la Loma
José Antonio de la Loma Hernández, né le 4 mars 1924 à Barcelone et mort dans la même ville le 6 avril 2004, est un réalisateur et scénariste espagnol. Il est considéré comme étant le père du cinéma quinqui.

## Biographie
Fils de militaire, José Antonio de la Loma commence à travailler dans l'enseignement comme maître d'école dans le quartier populaire de El Raval à Barcelone dans les années 1940. Alors qu'il est étudiant, il s'intéresse au monde de l'interprétation et fonde avec Juan Germán Shroeder la compagnie de théâtre El Corral.
Il débute au cinéma en 1953 en adaptant La hija del mar, un livre d'Àngel Guimerà. Après avoir tourné quelques westerns spaghetti dans les années 1960, il commence à faire des films porteurs d'une critique sociale qui montrent la vie et la mort des jeunes délinquants surgis au sein de la nouvelle classe urbaine installée dans des quartiers défavorisés à la périphérie des grandes villes, conséquence de l'immigration des années 1960 et 1970. C'est ainsi que de la Loma fonde un nouveau genre cinématographique : le cinéma quinqui.
Dans ces films, certains interprètes ne sont pas des acteurs professionnels, ce sont parfois des adolescents issus de classes modestes qui jouent leur propre rôle. C'est le cas de Juan José Moreno Cuenca, acteur de Yo, «el Vaquilla» (1985) ou Ángel Fernández Franco (plus connu comme El Torete), protagoniste de Perros callejeros (1977) et Los últimos golpes de «El Torete» (1980), trois de ses films les plus emblématiques. La véritable fin de l'actrice Sonia Martínez, protagoniste de Perras callejeras, n'est pas très différente de celle de son personnage Berta.
De la Loma a aussi écrit quelques romans : Sin la sonrisa de Dios (1949), Estación de servicio, El undécimo mandamiento et El grito de la libertad (1976).

## Filmographie

### Réalisation
- 1957 : Station du désir (ca) (Manos sucias), coréalisé avec Marcello Baldi
- 1959 : Tentations (Un mundo para mí), coréalisé avec Louis Duchesne
- 1961 : Le bourreau attendra (Fuga desesperada) coréalisé avec Robert Vernay
- 1964 : Vivir un largo invierno
- 1964 : Totò d'Arabia (Totò de Arabia)
- 1965 : Creuse ta fosse, j'aurai ta peau (¿Por qué seguir matando?) coréalisé avec Edoardo Mulargia
- 1967 : Pour cinquante mille sacrés dollars (de) (Feuer frei auf Frankie / Mision en Ginebra)
- 1968 : Ramdam à Amsterdam (El magnifico Tony Carrera / Samtpfötchen dreht sein letztes Ding)
- 1968 : Monza Grand Prix — court métrage
- 1968 : La ciudad flotante — court métrage
- 1969 : Nueva York insólito — court métrage
- 1969 : Islas Vírgenes: Santo Tomás — court métrage
- 1969 : Islas del Caribe: Barbados — court métrage
- 1969 : Indianápolis — court métrage
- 1969 : Las Bahamas Nassau — court métrage
- 1970 : Les Enragés du pont de la dernière chance (es) (Golpe de mano)
- 1971 : La redada
- 1972 : Timanfaya : Amor prohibido
- 1972 : Hold-Up à Sun Valley (es) (El más fabuloso golpe del Far-West)
- 1974 : El último viaje
- 1975 : Jusqu'à la mort (Metralleta 'Stein')
- 1976 : La nueva Marilyn
- 1977 : Las alegres chicas del Molino (es)
- 1977 : Perros callejeros
- 1978 : Nunca en horas de clase
- 1979 : Perros callejeros II (es)
- 1980 : Los últimos golpes de El Torete (es)
- 1982 : Target Eagle (Jugando con la muerte)
- 1984 : Son nom : Killing Machine (it) (Goma-2) (sous le nom de J. Anthony Loma)
- 1985 : Yo, el Vaquilla (es)
- 1985 : Perras callejeras (es)
- 1988 : Mort sous contrat (Escuadrón)
- 1989 : Pasión de hombre
- 1989 : L'Or en bouteille (es) (Oro fino)
- 1991 : Lolita al desnudo
- 1996 : Tres días de libertad (es)

### Scénario
- 1966 : Opération Goldman (Operazione Goldman) d'Antonio Margheriti
- 1967 : Clint, l'homme de la vallée sauvage (Clint el solitario) d'Alfonso Balcázar
- 1968 : Typhon sur Hambourg (Con la muerte a la espalda) d'Alfonso Balcázar